# Back-On
Back-On — японская рок-группа из Токио, получившая популярность после записи открывающей композиции к аниме Air Gear, песни «Chain». За пределами Японии группа впервые выступила на американском аниме-фестивале, проходившем в техасском городе Хьюстоне 28 апреля 2007 года. В августе того же года группа выступила на Vancouver’s Anime Evolution и Anime USA в ноябре. Члены группы являлись приглашёнными судьями на Anime Idol 2007 и Anime Evolution.

## Состав группы
- Shu (24.10.1984),
- Kenji03 (25.9.1984),
- Gori (13.6.1984),
- Teeda (28.12.1984)
- Icchan (2.10.1985)

## Песни, использованные в произведениях массовой культуры
- «Chain» (2006) — открывающая композиция к аниме Air Gear
- «Where is the future?» (2009) — закрывающая композиция к игре Tales of the World: Radiant Mythology 2
- «Fly Away» (2009) — открывающая композиция к игре Tales of the World: Radiant Mythology 2
- «With You» (2011) — открывающая композиция к игре Tales of the World: Radiant Mythology 3
- «Meteor» (яп. 流れ星 Нагарэбоси) (2011) — закрывающая композиция к игре Tales of the World: Radiant Mythology 3
- «Strike back» (2014) — открывающая композиция к аниме Fairy Tail
- «Hikari Sasuhou» (2007) — открывающая композиция к аниме Murder Princess
- «Resurrection» (2015) — композиция трейлера к аниме New Initial D the Movie — Legend 2: Racer